# Хоутонский колледж
Хоутонский колледж (англ. Houghton College) — частный христианский евангельский гуманитарный университет в г. Хоутон, Нью-Йорк, США. Входит в Консорциум христианских колледжей и Совет христианских колледжей и университетов. Основан в 1883 году евангельским пастором Уиллардом Хоутоном как Хоутонская семинария. Изначально семинария была старшей школой и только в 1923 году получила государственную аккредитацию. В 1969 году произошло слияние колледжа с Буффаловским библейским институтом. В колледже обучается более 1400 студентов. В рейтинге U.S. News & World Report за 2012 год Хоутонский колледж занял 133-е место среди гуманитарных вузов США.